# حيدر العبيدي
حيدر موسى العبيدي مواليد 21 أغسطس 1998، هو لاعب كرة قدم سعودي لعب سابقاً في نادي الخليج ونادي الكوكب.